# Shelomo Selinger
Pour les articles homonymes, voir Selinger.
Shelomo Selinger, né le 31 mai 1928 à Szczakowa (Pologne), est un sculpteur et dessinateur franco-israélien, établi à Paris depuis 1956.

## Biographie

### Enfance
Shelomo Selinger est né le 31 mai 1928, en Pologne, dans la bourgade de Szczakowa (actuellement quartier de la ville de Jaworzno), près d'Oświęcim (Auschwitz), au sein d'une famille juive, où il reçut une éducation religieuse traditionnelle, en même temps qu'il suivait la scolarité d'une école publique polonaise.

### Déportation et camps de concentration
En 1942, il est déporté avec son père du ghetto de Chrzanow au camp de Faulbrück, en Allemagne. Trois mois plus tard, son père est assassiné. Shelomo Selinger reste seul dans le camp. Il perd également sa mère et l'une de ses deux sœurs pendant la Shoah. Il a connu neuf camps successifs - Faulbrück, Gröditz, Markstadt, Fünfteichen, Gross-Rosen, Flossenbürg, Dresden, Leitmeritz, et enfin Theresienstadt, entrecoupés par deux marches de la mort. C'est à Terezin qu'en 1945 un médecin militaire juif de l'armée soviétique, libératrice du camp, le trouve juché sur une pile de cadavres, mais encore animé d'un imperceptible souffle. Cet officier juif transfère le jeune Selinger à l'hôpital militaire de campagne où, à force de soins constants, il lui restitue la vie. La santé recouvrée, Selinger reste amnésique pendant sept ans, sans souvenir aucun des souffrances et horreurs vécues.

### Arrivée en Israël
En 1946, Shelomo Selinger embarque à La Ciotat pour la Terre promise sur le bateau Tel Haï : la Brigade juive de l'armée britannique avait fait traverser clandestinement l'Allemagne, la Belgique et la France à tout un groupe de jeunes rescapés. La Royal Navy arraisonne le bâtiment en pleine mer et l'amène en rade de Haïfa. Ses passagers illégaux sont alors emprisonnés dans le camp d'Atlit. Une fois libéré, Shelomo Selinger gagne le kibboutz de Beit-Haarava, tout proche de la mer Morte. La guerre que mène en 1948 l'État d'Israël pour son indépendance le fait participer à la bataille de Sodome. Son kibboutz est pris et détruit par les Arabes. Il contribue alors à la fondation du kibboutz Kabri en Galilée.

### Rencontre de l'amour et de la sculpture
En 1951, il y rencontre  Ruth Shapirovsky, venue au kibboutz accomplir son mois de volontariat avec son lycée de Haïfa. Il l'épouse en 1954. Un an auparavant, il commençait à rassembler les bribes de sa mémoire perdue et se mettait à sculpter.

#### Arrivée à Paris

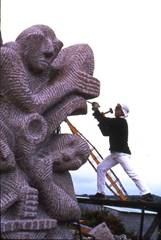
Shelomo Selinger travaille le granit en taille directe.

Lauréat en 1955 du prix Norman de la Fondation America-Israël, il décide l'année suivante de partir avec sa femme pour Paris. Il s'inscrit aux Beaux-Arts, où il devient l'élève du sculpteur Marcel Gimond, duquel il apprend le modelage traditionnel de la terre glaise. Parallèlement à ses études, Selinger poursuit son travail de création personnelle commencé en Israël, en gardant sa manière : la taille directe du matériau par ses marteaux, ciseaux et masses.

#### Le choix du pauvre: le granit
Trop pauvre pour s'acheter des blocs de pierre, il les cherche dans la zone, autour de Paris. Il y ramasse du granit, dur matériau qui capte si bien la lumière et qui devient sa pierre de prédilection. C'est dans l'atelier de Constantin Brâncuși qu'il fait connaissance avec le grès des Vosges. Le sculpteur roumain naturalisé français lui offre la moitié d'une meule faite de cette pierre rosâtre, cadeau de « transmission » au jeune Shelomo, qui continue la tradition de la taille directe. Selinger adopte aussi le bois, commençant par le bois de chauffage, plus facile à trouver.
Après trois années passées aux Beaux-Arts, sa meilleure école aura été, dit-il, les musées de Paris – le Louvre surtout – et les ateliers de sculpteurs parisiens de l'époque comme Ossip Zadkine, Jean Arp, Alberto Giacometti, et le sculpteur animalier Joseph Constantinovsky, alias Joseph Constant. Il n'est pas dû au hasard qu'une Maternité – en fait sa femme Ruthy et leur bébé Rami – le fasse reconnaître, en 1958, par le prix Neumann, décerné par la Suisse : Selinger, survivant des camps de la mort, n'a de cesse que de créer de la vie. Cette sculpture fait aujourd'hui partie des collections du musée d'art moderne de la ville de Paris.

### Reconnaissance en France et dans le monde
Si le musée juif de New York expose, en 1960, sept de ses sculptures, c'est d'abord un homme seul qui, à Paris, le soutient et lui met le pied à l'étrier, ayant su déceler avec une sûreté d'œil exemplaire le génie de Selinger : le galeriste Michel Dauberville l'expose en 1962, 1963, et 1965, puis continue de l'accompagner, quand il prend possession des murs de la galerie Bernheim-Jeune, avenue Matignon : les expositions de 1972, 1989, 1990, 1995, 1996, 2002 et 2006 sont-là qui en témoignent.
La consécration officielle ne se fait vraiment qu'en 1973, quand Selinger remporte le 1er prix du Concours international lancé par un comité public pour le monument du camp de Drancy. D'autres – et nombreux – prix suivent. François Mitterrand le fait Chevalier de la Légion d'honneur en 1989, ordre dans lequel Selinger est aujourd'hui Officier (2006).
En 2021, à quatre-vingt-douze ans, Shelomo Selinger livre son autobiographique, accompagné par Laurence Nobécourt, en trente-six chapitres, très exactement, comme le nombre de justes nécessaires à chaque génération « pour que le monde ne tombe pas sous le poids de sa propre nuit ».

## Œuvre

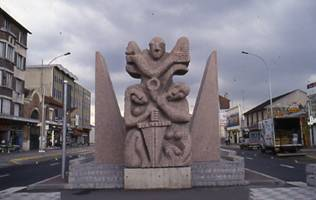
Mémorial de la Résistance, Les Quatre-Routes, La Courneuve.

Le Mémorial national des Déportés de France, à Drancy, tout de granit rose, taillé de sa main pendant deux années entières, est inauguré en 1976. Le Mémorial de la Résistance, à La Courneuve, le suit  en 1987. Entre-temps, Selinger crée le Requiem pour les Juifs d'Allemagne (1980), à Bosen, dans la Sarre, et le Monument aux Justes parmi les Nations de Yad Vashem, à Jérusalem (1987). Selinger avait abordé la création monumentale dans des lieux publics dès 1964, avec la sculpture L'esprit et la matière no 1, qui se dresse à Saint-Avold (Moselle), à laquelle succède, en 1968, L'esprit et la matière no 2, à Wissembourg (Bas-Rhin). Mais du superbe marbre blanc Moïse ou la victoire de la lumière, érigé à Arandjelovac (Serbie) en 1969, il ne reste que la tête : les rayons du prophète y ont été détruits par la foudre. On ne peut ici citer toutes les œuvres monumentales de Selinger érigées en plein air, mais retenons tout particulièrement La tauromachie des arènes du Bouscat (Gironde), en 1974, La Danse, un ensemble de 35 jardinières sculptées en 1982, étendu sur les 3 600 m2 de la place Basse de l'Esplanade Charles-de-Gaulle, à La Défense (Hauts-de-Seine), et le Groupe de 13 sculptures (1991) du musée du parc industriel de Tel Haï, en Galilée, qui font partie des 24 granits et basaltes achetés par le musée en plein air de Tefen, également en Galilée, et installés qui à Tel-Aviv, Omer ou Lavon. Depuis 1998, Le prophète Elie est dressé sur le mont Carmel dominant Haïfa.
L'œuvre sculptée de Selinger comprend à ce jour plus de 800 créations de tous formats et matériaux, qu'il s'agisse de granit, granit rose, grès, marbre, bronze, chêne, acacia, merisier, frêne ou hêtre. Quarante-huit sculptures monumentales sont exposées en plein air dans des lieux publics, dont cinq mémoriaux consacrés à la Shoah et à la Résistance. Dépôt du CNAP-FNAC, son œuvre en granit rose Orphée (1977) est exposée au musée d'art et d'histoire de Saint-Denis.
L'œuvre graphique, à l'encre de Chine et/ou au fusain, se chiffre quant à elle par milliers. Si une partie de ses dessins représente l'expérience concentrationnaire de Shelomo Selinger, la grande majorité d'entre eux  est un véritable hymne à la vie. L'œuvre de Shelomo Selinger a été exposée dans une quarantaine de musées et galeries du monde entier.

## Prix et mentions honorifiques
- 1956 : prix Norman de la sculpture (América-Isrël)  Israël
- 1958 : prix Neumann pour les artistes juifs d’Europe
- 1973 : 1er prix au concours international pour le monument du camp de Drancy
- 1974 : médaille d’argent de la ville de Montrouge
- 1983 : médaille d’argent de la ville de Paris
- 1985 : grand prix du salon d’automne de Paris
- 1989 : médaille vermeil de la ville de Paris
- 1989 : chevalier de l'ordre des Arts et des Lettres
- 1991 : prix des journalistes yiddish de Paris
- 1993 : chevalier de la Légion d’honneur
- 1993 : prix Mémoire de la Shoah, Fondation du judaïsme français, Fondation Buchman
- 1994 : prix de la paix et de la prospérité, République de Chine
- 1996 : prix Korman de l’Union des associations juives de France
- 2005 : officier de la Légion d’honneur

## Galerie

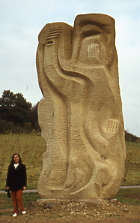
Requiem pour les Juifs d'Allemagne 1980, Bosen.
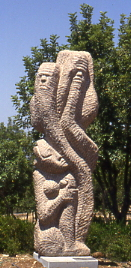
Monument aux Justes parmi les Nations, Yad Vashem, Jérusalem.
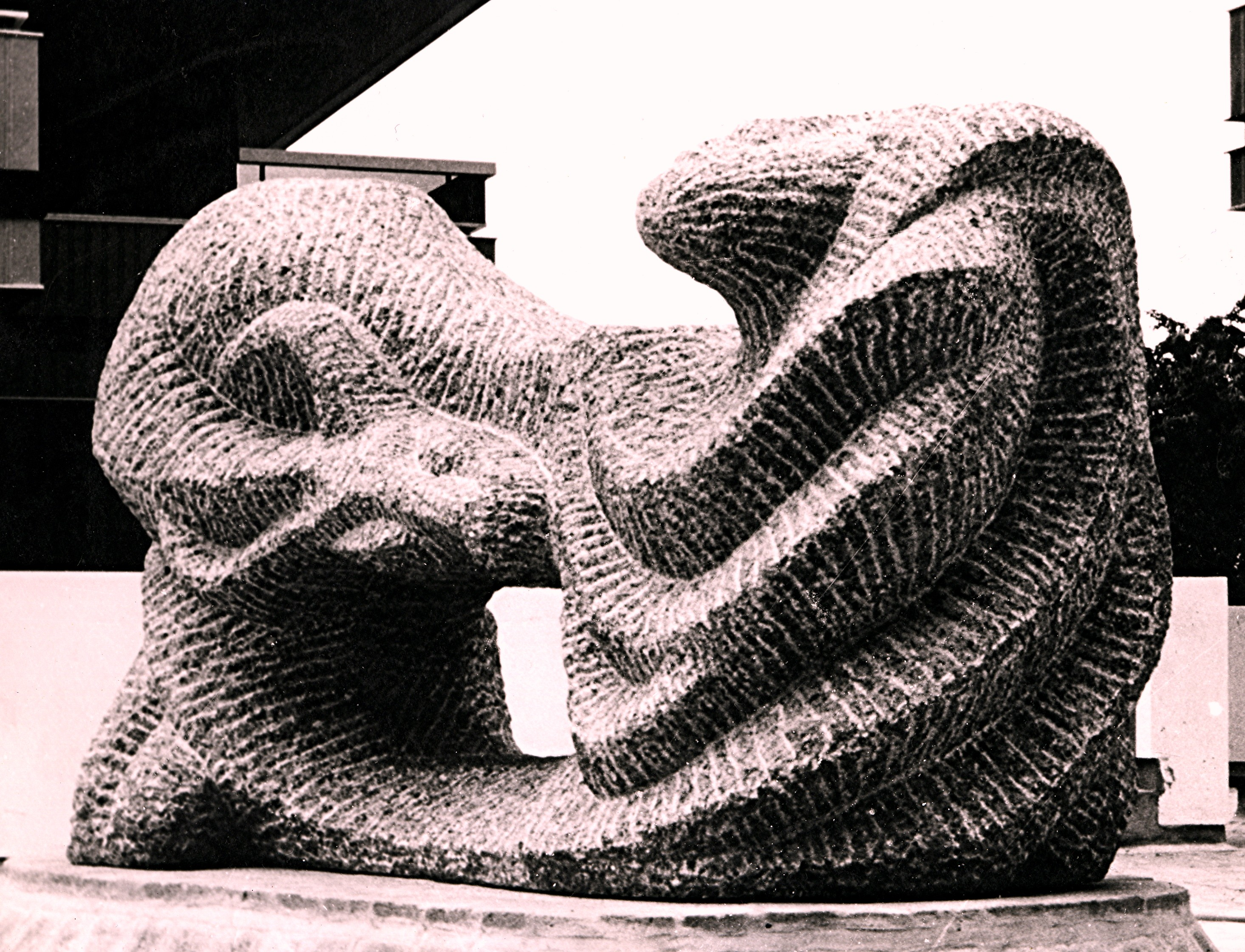
La Tauromachie, Arènes du Bouscat, Bordeaux.
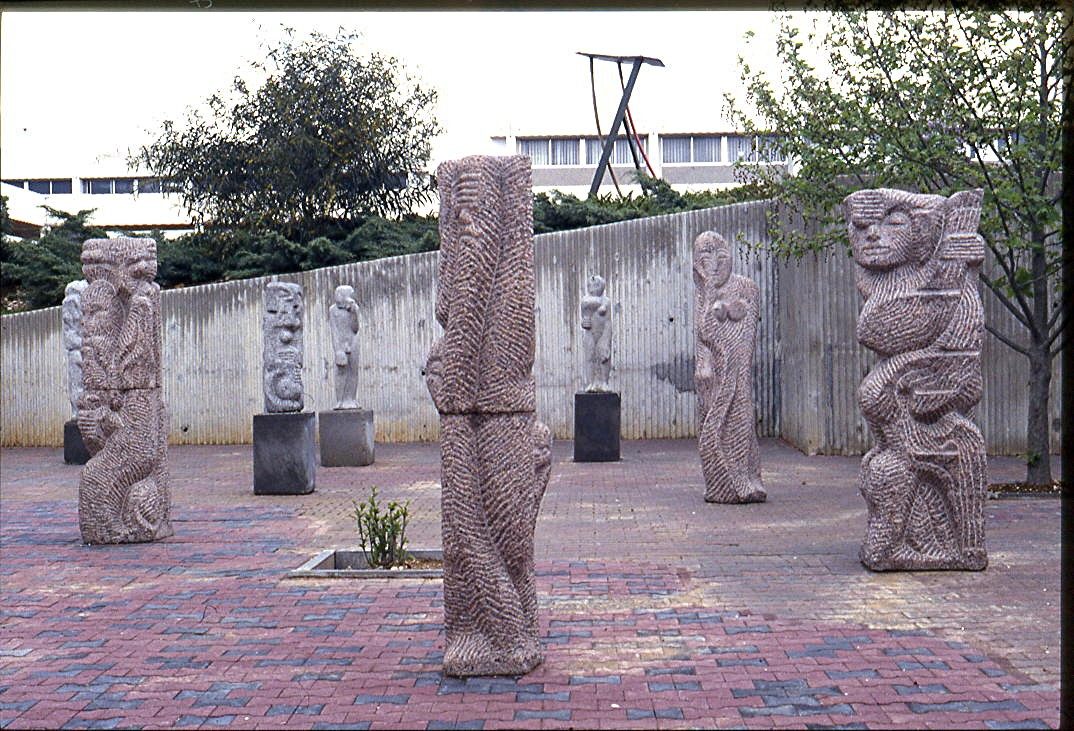
Exposition dans le parc industriel de Tefen (Israël).
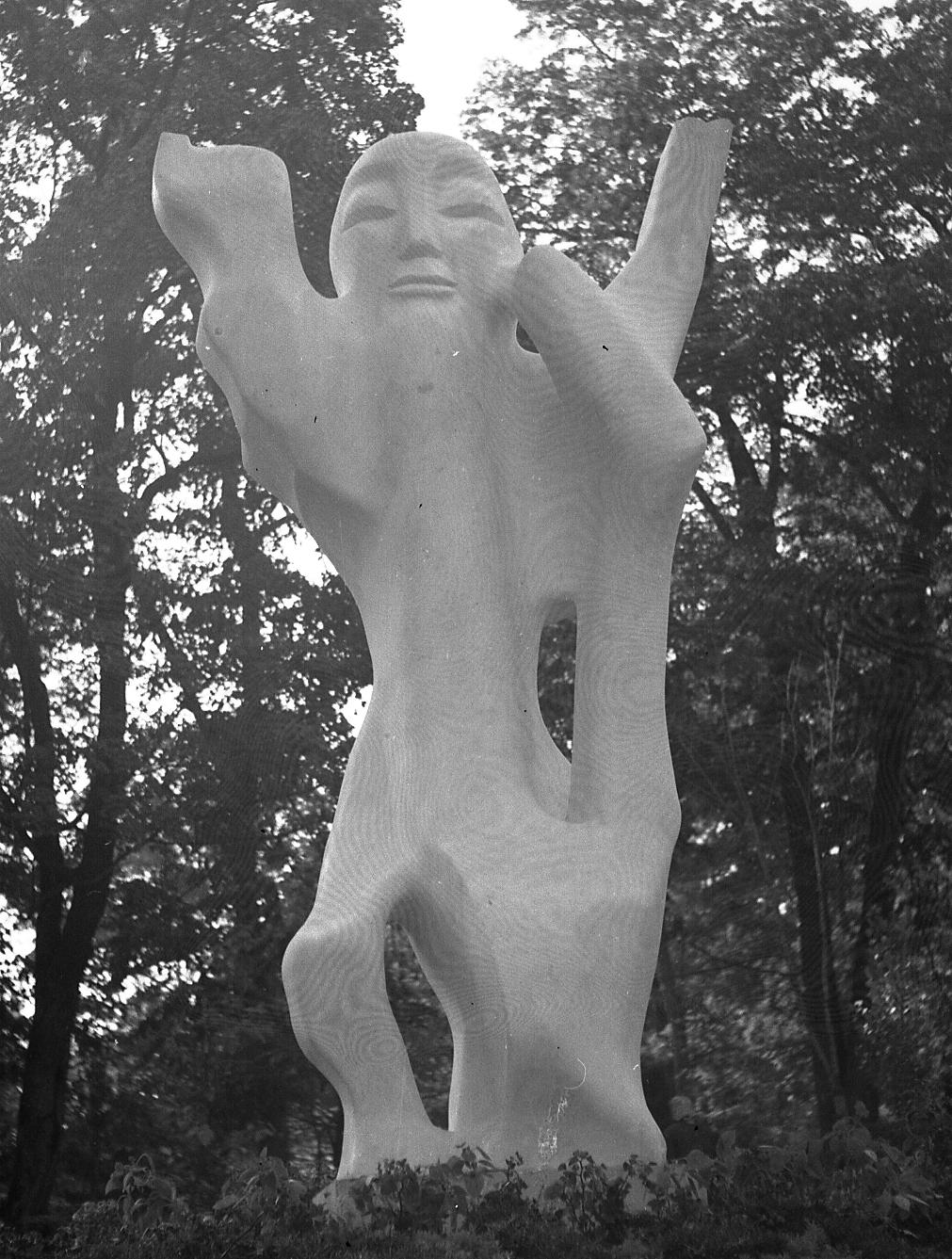
Moïse ou la victoire de la lumière, marbre blanc, Arandjelovac.
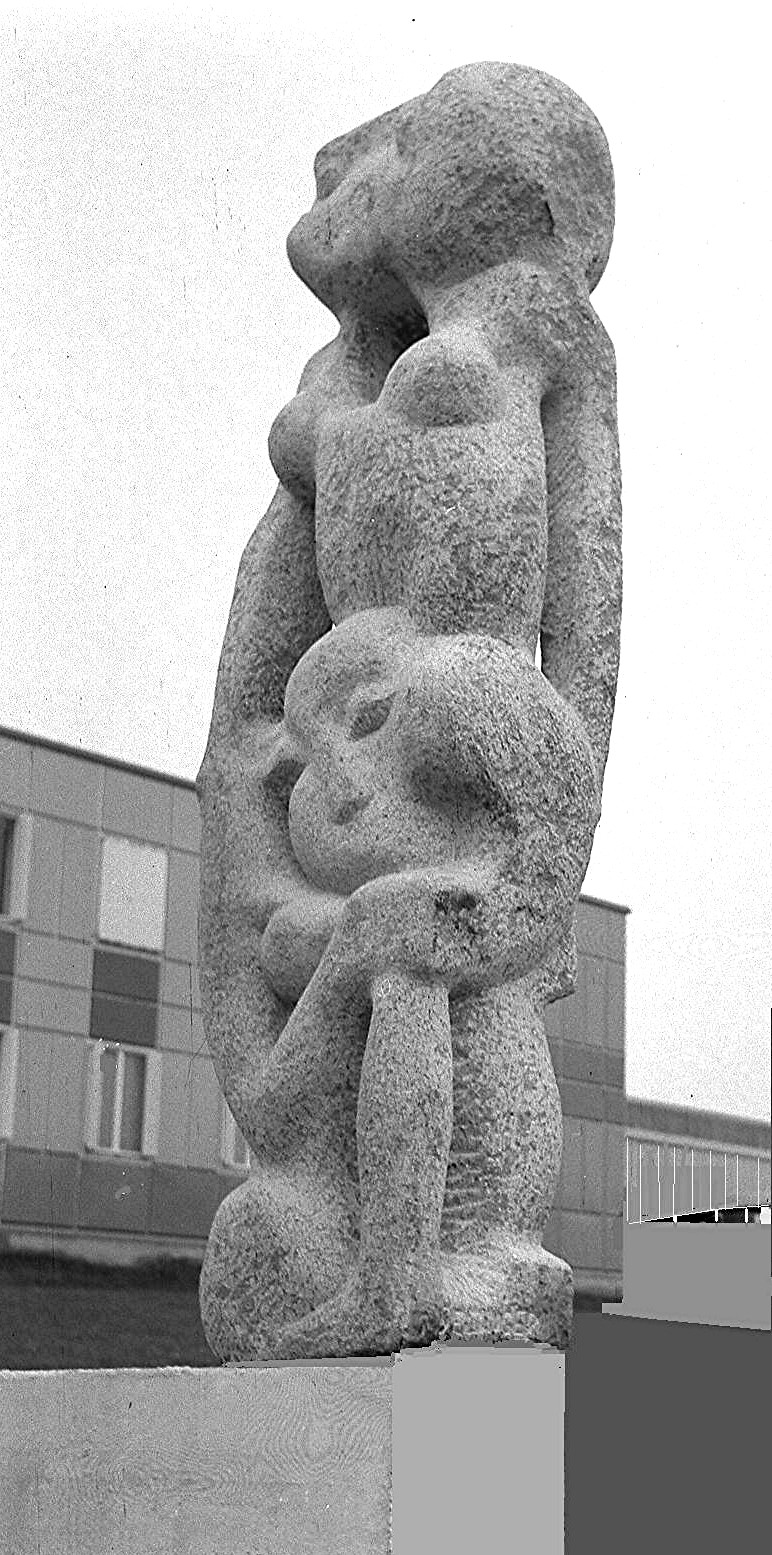
L’Esprit de la matière N°2 Wissembourg.
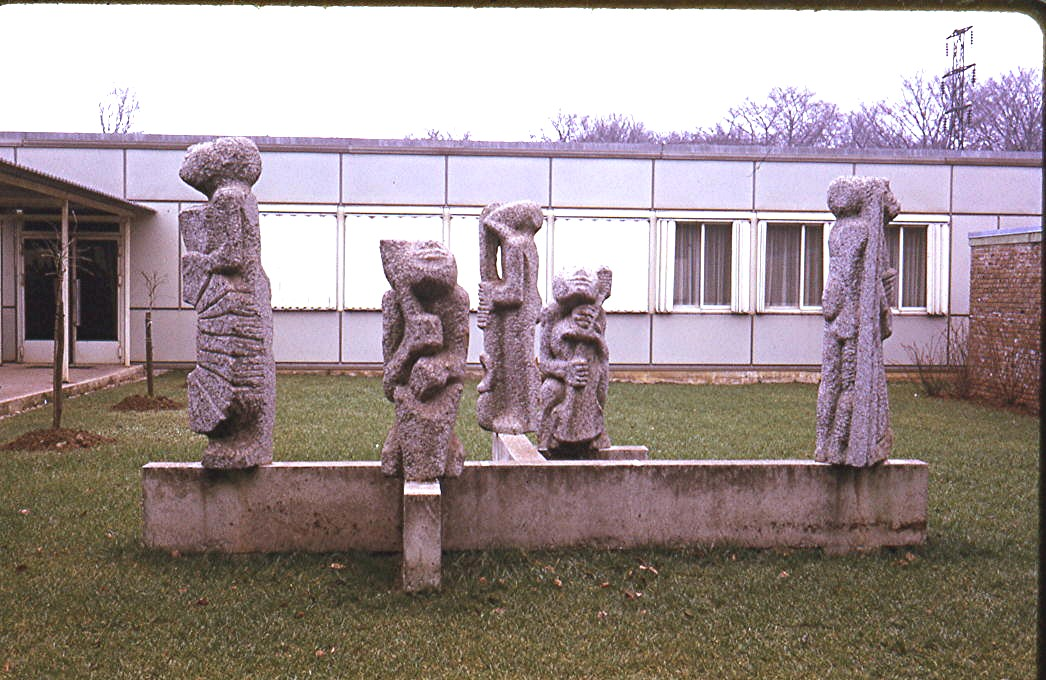
Cinq musiciens, Hayange.
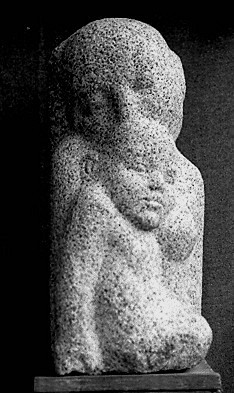
Maternité, musée d'art moderne de la ville de Paris.
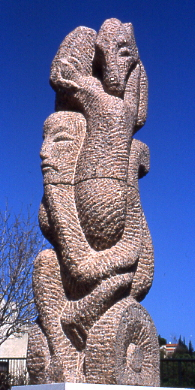
Le Prophète Elie, mont Carmel, Haïfa, Israël.
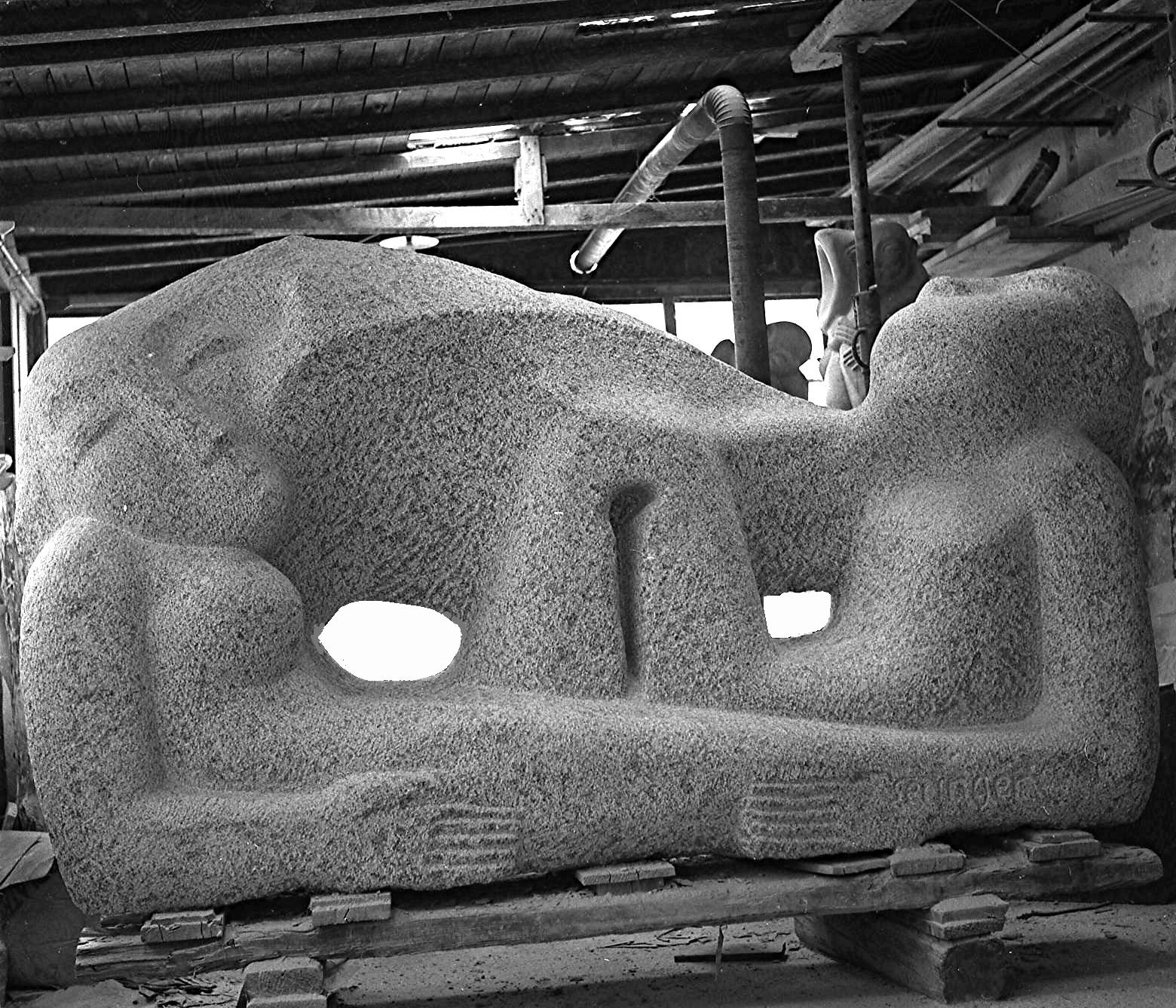
L’Esprit de la matière N°1, Saint-Avold.
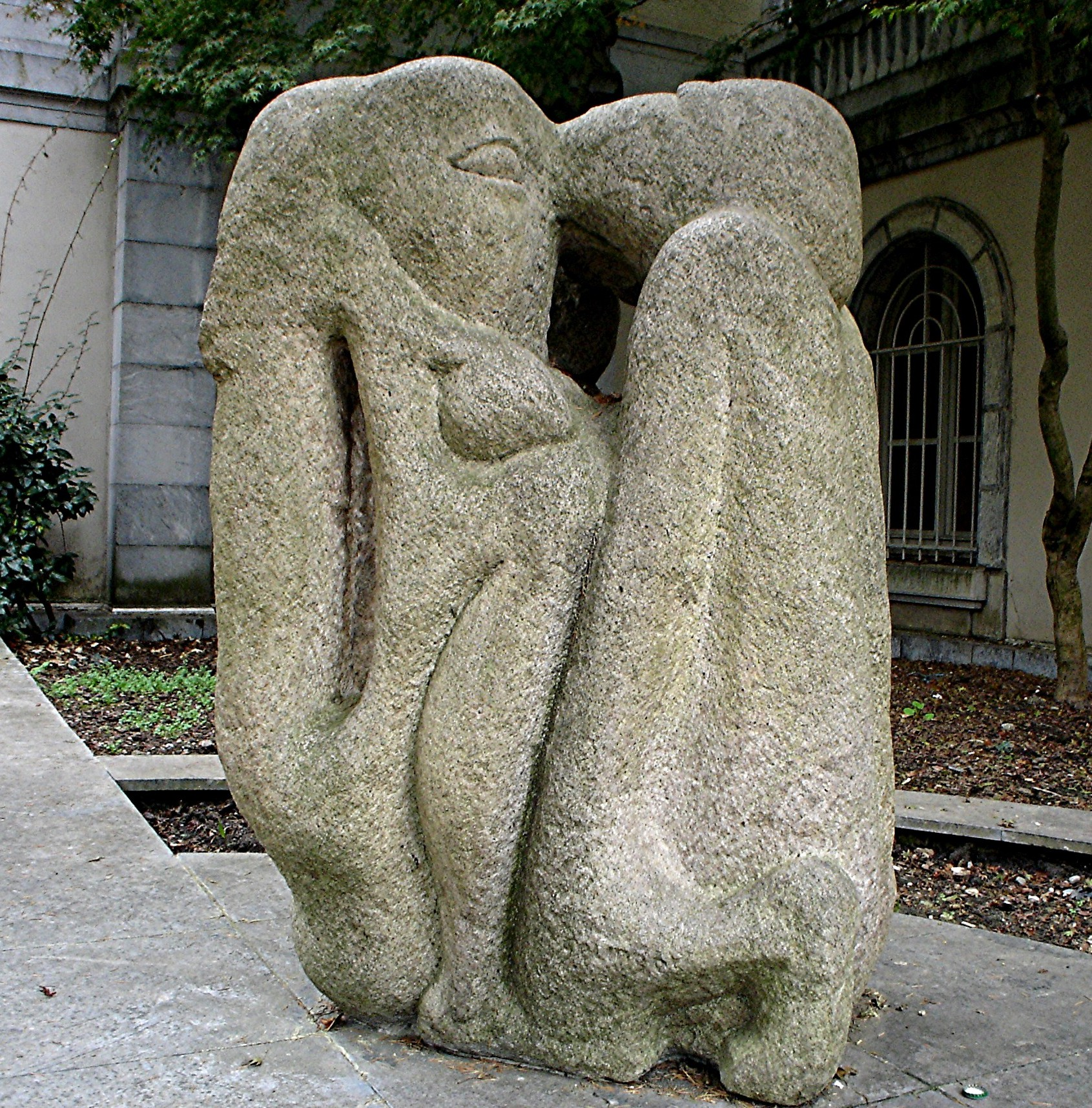
Le Regard, Tarbes, Hautes-Pyrénées.
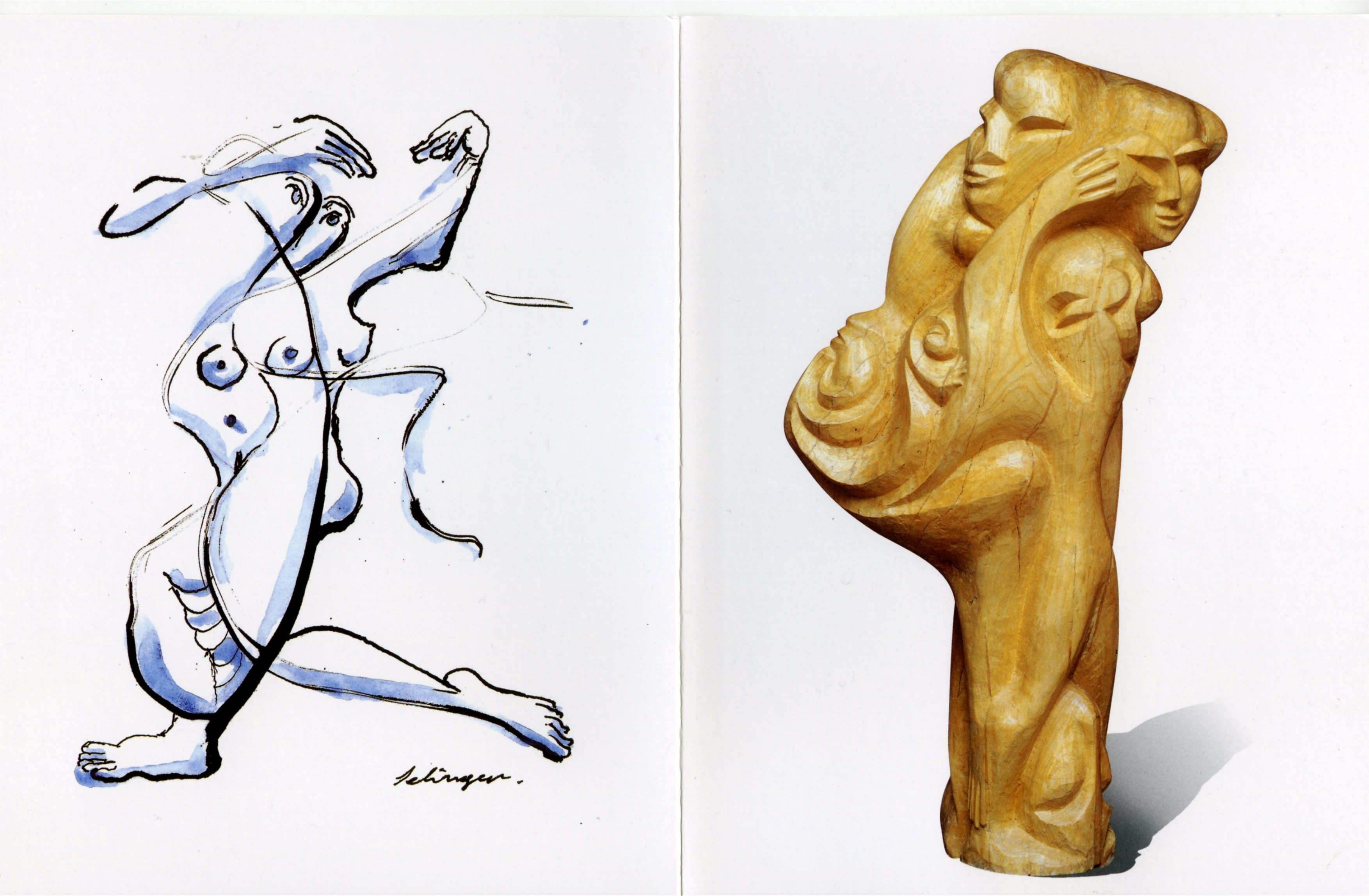
L’Arbre de vie (bois) et La danse (encre de Chine).

### Filmographie
- Shelomo Selinger : Mémoire de pierre, 77 minutes, français/sous-titres anglais, réalisation Alain Bellaïche (), 2010.
- Les 7 portes de Shelomo Selinger, DVD et site internet : www.museum-seminger.net - réalisation Alain Braun, 2009
- Shelomo Selinger, documentaire dans son atelier: (), - réalisation Samuel Muller, 2014
- Shelomo Selinger, croire en l'homme, 44 minutes, interview par Jean-Michel Caralp, (), 2015.